# ويليام أندرسون كوفين
ويليام أندرسون كوفين (بالإنجليزية: William Anderson Coffin) هو صحفي ورسام أمريكي، ولد في 31 يناير 1855 في Allegheny, Pennsylvania ‏ في الولايات المتحدة، وتوفي في 26 أكتوبر 1925 في نيويورك في الولايات المتحدة.

## معرض صور

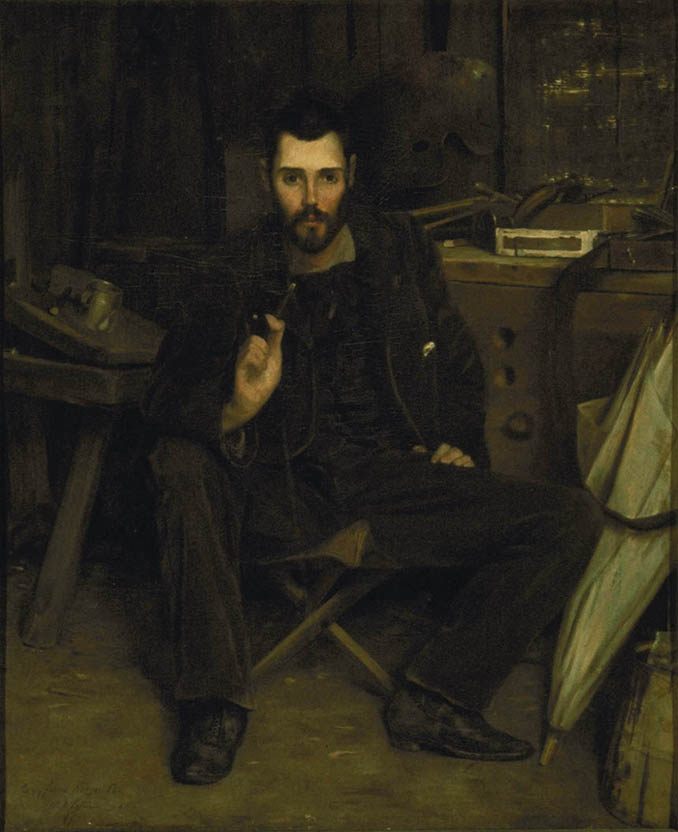
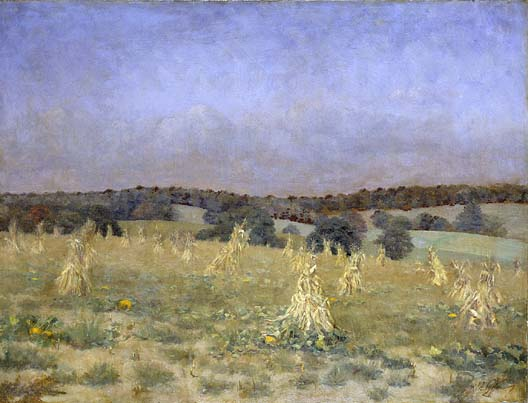
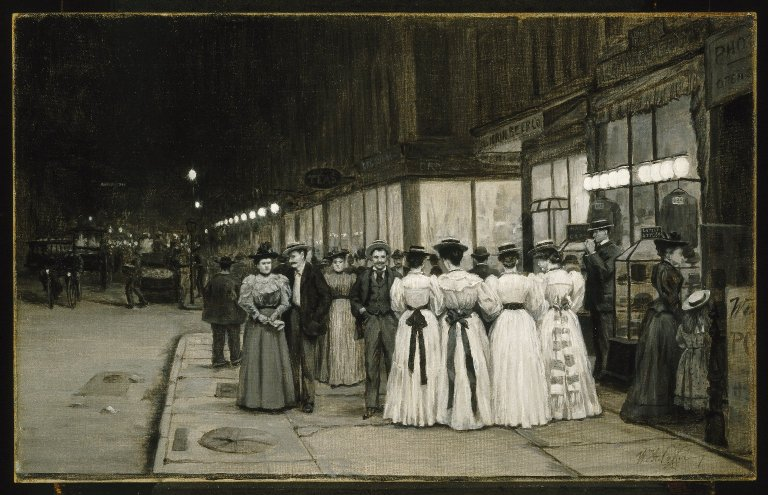